# Призрак Оперы (фильм, 1990)
«Призрак Оперы» (англ. The Phantom of the Opera) — телевизионный фильм британского режиссёра Тони Ричардсона, снятый по роману Гастона Леру «Призрак Оперы».

## Сюжет
Непризнанный музыкальный гений, Эрик, живёт в лабиринте подвалов театра «Опера Гарнье» в Париже. Через менеджера театра, Жерара Карье, Эрик влияет на все постановки театра. Жизнь «Призрака» переворачивается с ног на голову, когда его друга увольняют из театра, а на его место берут нового менеджера Шолет, чья жена Карлотта обладает сварливым характером и неприятным голосом. Призрак невзлюбил их обоих.
Колетти и Карлотта не слушают ничьих предупреждений о загадочном Призраке, легенды о котором всё это время сочинял и поддерживал Жерар, дабы защитить Эрика.
В это время в театр приходит Кристина Даэ, чтобы взять уроки вокала по протекции виконта де Шаньи. Девушка обладает изумительным голосом и мечтает стать оперной дивой. У неё нет работы и жилья, Карлотта предлагает ей место костюмерши, поскольку для сцены она не подходит, а привратник разрешает ночевать в кладовке.
Ночью Призрак слышит пение Кристины и влюбляется в неё. Он предлагает ей наставничество, которое должно оставаться секретом для остальных. Во время же уроков вокала Эрик не снимает маски, и его внешность остаётся загадкой для Кристин.

## В ролях
- Чарльз Дэнс — Эрик, Призрак оперы
- Берт Ланкастер — Жерар Карье
- Тери Поло — Кристин Даэ
- Адам Сторк — Филипп, граф де Шаньи
- Андреа Феррэль — Карлотта
- Иэн Ричардсон — Шолет
- Жан-Пьер Кассель — Инспектор Леду

## Награды
- 1990 — премия Эмми в категории «создание лучших причёсок для мини-сериала»;
- 1990 — премия Эмми в категории «лучшая работа художника в мини-сериале»;
- 1990 — номинация на премию Эмми в категории «лучшая работа гримёра в мини-сериале»
- 1990 — номинация на премию Эмми в категории «лучшая работа художника по костюмам в мини-сериале»
- 1990 — номинация на премию Эмми в категории «лучшая музыка к мини-сериалу»
- 1991 — номинация на премию «Золотой Глобус» в категории «лучший телевизионный мини-сериал»
- 1991 — номинация на премию «Золотой Глобус», Берт Ланкастер в категории «лучшая мужская роль в мини-сериале»